# Grote Hongaarse Laagvlakte

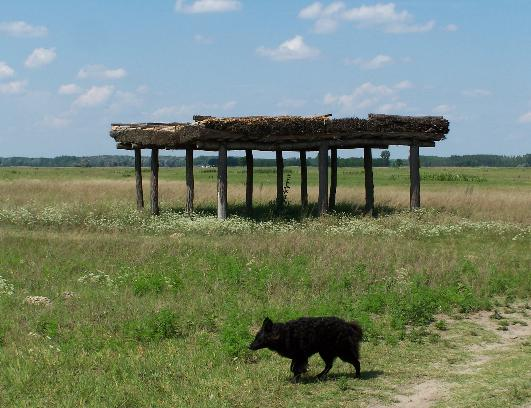
Veerustplaats op de Bugacpoesta

De Grote Hongaarse Laagvlakte (Hongaars: Alföld of Nagyalföld, Roemeens: Câmpia Tisei) is een grote vlakte die ligt in het zuidelijke en oostelijke deel van Hongarije, de Transkarpatische Oekraïne, het noordwesten van Roemenië en Noord-Servië. Zij vormt het grootste deel van de Pannonische vlakte.
De begrenzingen van de laagvlakte zijn grofweg de Donau in het westen en aan de overige drie zijden de Karpaten. De voornaamste rivier in het gebied is de Tisza. Van de ca. 100.000 km² grote vlakte ligt ongeveer de helft in Hongarije, waar het 56% van het oppervlak beslaat.
Het gebied bestond tot ver in de 19de eeuw vooral uit grasland en moerassen en werd vooral voor de veeteelt gebruikt. Het is vooral in gebruik als akkerbouwgebied (zie: poesta).
De Grote Hongaarse Laagvlakte wordt onderscheiden van de Kleine Hongaarse Laagvlakte die in Noordwest-Hongarije en de aangrenzende Slowaakse en Oostenrijkse gebieden ligt.